# أليكس جونز (لاعب كرة قاعدة)
أليكس جونز (بالإنجليزية: Alex Jones)‏ هو لاعب كرة قاعدة أمريكي، ولد في 25 ديسمبر 1869 في برادفورد في الولايات المتحدة، وتوفي في 4 أبريل 1941 في Woodville (Heidelberg, Pennsylvania) ‏ في الولايات المتحدة.

## وصلات خارجية
- أليكس جونز على موقعبيزبول رفرنس.كوم (الدوري الرئيسي) (الإنجليزية)
- أليكس جونز على موقعبيزبول رفرنس.كوم (الدوري الثانوي) (الإنجليزية)